# Thomas Mädler
Thomas Mädler (* 26. April 1955 in Leipzig) ist ein deutscher Ingenieur sowie Politiker (SPD) und ehemaliges Mitglied des Sächsischen Landtages.

## Leben
Thomas Mädler besuchte die POS in Leipzig. Von 1971 bis 1974 machte er eine Ausbildung zum Maschinenbauer mit Abitur im VEB Drehmaschinenwerk Leipzig. Zwischen 1975 und 1980 studierte Mädler mit der Fachrichtung Maschineningenieurwesen an der TH Karl-Marx-Stadt mit dem Abschluss als Diplom-Ingenieur. Von 1980 bis 1984 war er Konstrukteur im Kirow-Werk Leipzig und von 1985 bis 1990 Konstrukteur und Projektant am Rationalisierungsbetrieb Maschinenbauhandel.
Von 2000 bis 2015 leitete Mädler das Gremienbüro der Sächsischen Landesanstalt für privaten Rundfunk und neue Medien, ab 2001 war er stellvertretender Geschäftsführer der Anstalt.
Mädler ist evangelisch, verheiratet und hat zwei Kinder.

## Politik
Thomas Mädler trat im Jahr 1989 dem Neuen Forum bei und ist seit 1990 Mitglied der SDP beziehungsweise der SPD. Ab 1991 war er stellvertretender Ortsvereinsvorsitzender von Lindenau und Leutzsch sowie ab 1992 Mitglied des Vorstandes im Unterbezirk Leipzig.
Mädler war Mitglied der Versammlung der Sächsischen Landesmedienanstalt und stellvertretender Vorsitzender des Technikausschusses. Er war Präsident des Stadtsportbundes Leipzig und Mitglied des Präsidiums des Landessportbundes Sachsen.
Im Oktober 1990 zog er über die Landesliste der SPD Sachsen in den Sächsischen Landtag ein, dem er für zwei Wahlperioden bis 1999 angehörte. In der zweiten Wahlperiode wurde er ebenfalls über die Landesliste gewählt. Dort war er in der 1. Wahlperiode Mitglied im Ausschuss für Schule, Jugend und Sport und im Petitionsausschuss; von letzterem war er in der zweiten Wahlperiode Vorsitzender.